# Ocean Data Acquisition System
Ein Ocean Data Acquisition System (ODAS) ist eine Boje, die zur Sammlung  meteorologischer und ozeanografischer Daten dient. Es handelt sich um einen Verbund aus Messgeräten, der wie ein Schifffahrtszeichen auf einer im Meer schwimmenden Tonne installiert sein kann. Diese dient dann aber nicht primär Zwecken der Navigation.
Eine ODAS-Tonne ist gelb und trägt den Schriftzug „ODAS“ sowie eine Identifikationsnummer.

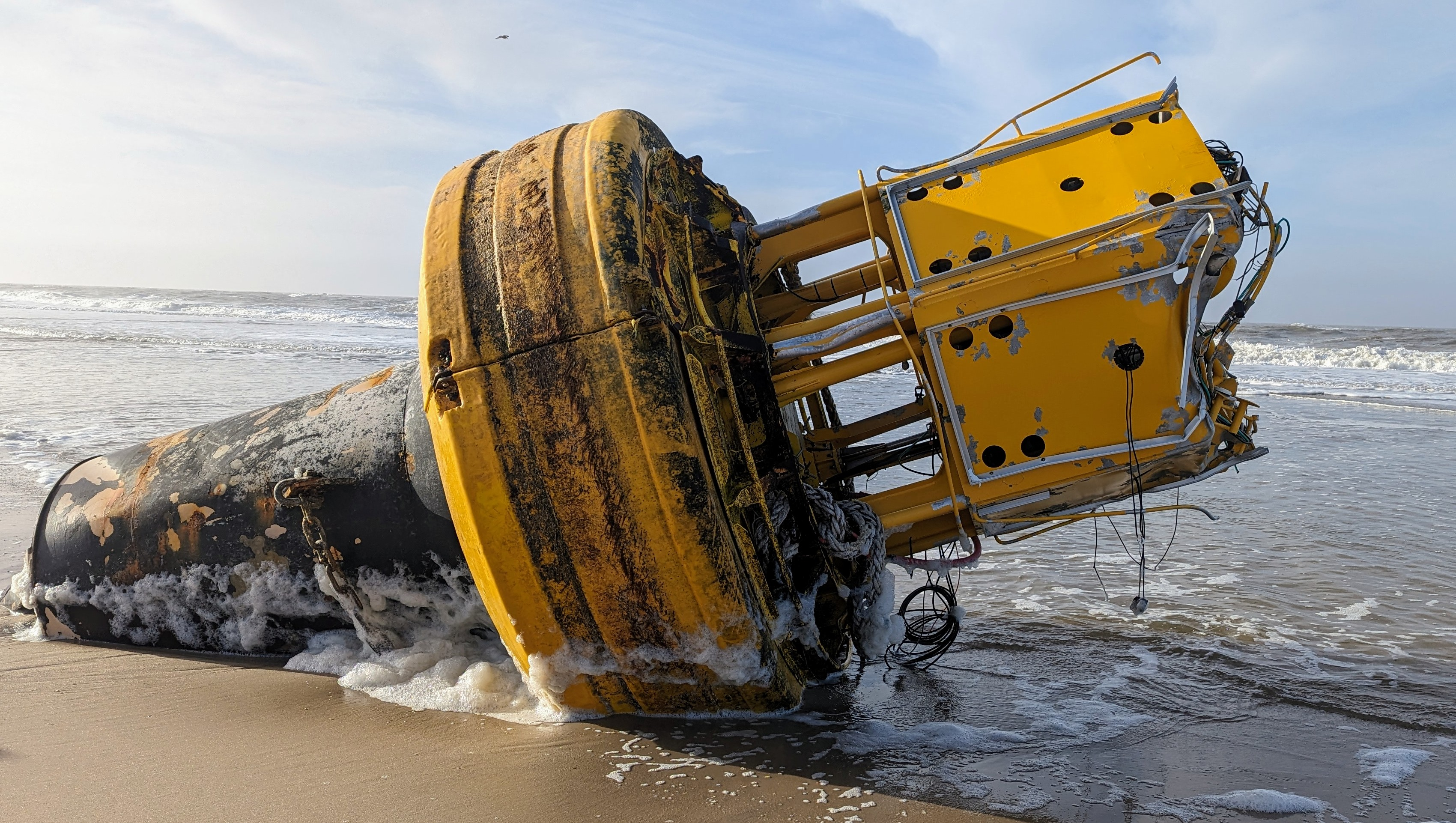
Nach Sturm am Strand nahe Westerland / vor Sylt angespülte ODAS Messtonne im Januar 2024

Die gesammelten Daten können sich beziehen auf:
- Lufttemperatur
- Luftdruck
- Windrichtung
- Windgeschwindigkeit
- Seegang
- Wellenhöhe
- Meeresoberflächentemperatur